# پیلخوویتسه (استان سیلسیان)
پیلخوویتسه (به لهستانی:  Pilchowice) یک روستا در لهستان است که در گمینا پیلخوویتسه واقع شده‌است. پیلخوویتسه ۲٬۹۱۹ نفر جمعیت دارد.